# 高崖水库 (昌乐县)
高崖水库，位于中华人民共和国山东省潍坊市昌乐县西南部，潍汶河上游的大型水库，于1960年建成。水库集水面积355平方千米，总库容1.36亿立方米。大坝为黏土心墙砂壳坝，全长1200米，顶宽7.5米，坝高26.7米。水电站建于1976年，装机3台容量600千瓦。高崖水库灌区设计灌溉面积2.24万公顷，有效灌溉面积1.71万公顷。高崖水库是昌乐县城主要的水源地，设计日供水量4万立方米。库区风景秀丽，2005年8月被评为中国国家水利风景区。